# Paxförde (Wüstung)

Forstrevierkarte der Colbitz-Letzlinger Heide um 1900

Paxförde bezeichnet eine ehemalige Dorf- und Forststelle in der Colbitz-Letzlinger Heide. Sie lag etwa zwei Kilometer nördlich der Gemeinde Hillersleben.

## Geschichte
Die Gehöfte wurden in den Jahren 1933–1936, mit Einrichtung der Heeresversuchsanstalt Hillersleben und der Anlage der westlich angrenzenden 29 Kilometer langen Schießbahn, abgerissen und ihre Bewohner zwangsumgesiedelt. Seitdem liegt das Dorf wüst und verschwand vollständig, ebenso wie die ehemaligen Dorfstellen Salchau, Schnöggersburg und Planken.
Koordinaten: 52° 17′ 54,8″ N, 11° 30′ 7″ O